# 김옥렬
김옥렬(1930년 1월 2일~2021년 5월 5일)은 대한민국의 정치인이다. 제10대 국회의원을 지냈다.
아버지인 김동성 역시 제2대 국회의원을 지낸 정치인이다.
제10대 국회의원 선거를 앞두고 통일주체국민회의에서 유신정우회 국회의원으로 선출되었다. 국회의원 퇴임 이후 제10·11대 숙명여자대학교 총장을 지냈다. 2021년 5월 5일에 사망했다.

## 역대 선거 결과
| 실시년도 | 선거 | 대수 | 직책     | 선거구           | 정당       | 득표수 | 득표율      | 순위 | 당락 | 비고 |
| -------- | ---- | ---- | -------- | ---------------- | ---------- | ------ | ----------- | ---- | ---- | ---- |
| 1978년   | 총선 | 10대 | 국회의원 | 통일주체국민회의 | 유신정우회 |        | \| \| 0% \| | 지명 |      | 초선 |
|          | 0%   |      |          |                  |            |        |             |      |      |      |